# Perihelion (gra komputerowa)
Perihelion: The Prophecy – gra z gatunku cRPG, wydana w roku 1993 dla komputera Amiga przez firmę Psygnosis.
Zespół deweloperski Morbid Visions, który stworzył grę, składał się zaledwie z trzech osób: Gyula Szentirmaya (programista), Edvarda Totha (grafik) oraz Zoltana Vecha (muzyk). Największy wkład w cały projekt miał Edvard Toth, który jest odpowiedzialny za całą stronę graficzną, koncepcyjną oraz fabularną (skrypt, który powstał na potrzeby gry liczy sobie 80 stron tekstu).

## Fabuła
W dalekiej przyszłości, w świecie, gdzie zaawansowana technologia miesza się z istnieniem ludzkim tworząc nowe gatunki będące krzyżówkami człowieka i maszyny, pojawiło się niebezpieczeństwo. Nienarodzony, o którym wspomina stara przepowiednia. To bóg, który rodzi się w innym wymiarze i powoli przenika do opisywanego świata, przejmując kontrolę nad ciałem i umysłem najważniejszych osób na planecie, siejąc chaos i zniszczenie. Wymiar ludzkości jest zagrożony. Najmądrzejsi tego świata przypominają sobie o kompleksie znanym jako Citadel, w którym narodził się projekt Perihelion. Stworzono i wyszkolono tutaj grupę sześciu śmiałków, których zahibernowano do czasu, gdy wydarzenia z przepowiedni sprawią, że ich pomoc będzie niezbędna.

## Rozgrywka
Gra nieco różni się od klasycznych gier cRPG. Istnieje kilka płaszczyzn, na których toczy się rozgrywka: ekran mapy świata, ekran „labiryntu”, ekran bitwy (system turowy) oraz ekran zarządzania. Ten ostatni składa się z kilku kolejnych: ekran inwentarza, ekran czarów (niezwykle unikatowy system tworzenia czarów na bazie runów), ekran elektroniczny (umożliwiający prowadzenie rozmowy z napotkanymi postaciami, jak również analizowanie przedmiotów oraz logowanie się do sieci informacyjnej świata), ekran statystyk.

## Wygląd
Grafika utrzymana w konwencji szaro-pomarańczowej stanowi o stylu gry. Autorzy nie ustrzegli się jednak efektu powtarzalności oraz uczucia graficznej pustki i monotonii. Muzyka dopasowana do akcji na ekranie dodaje grze dramaturgii.